# Catoxyethira stolzei
Catoxyethira stolzei är en nattsländeart som beskrevs av Wells och Andersen 1996. Catoxyethira stolzei ingår i släktet Catoxyethira och familjen smånattsländor. Inga underarter finns listade i Catalogue of Life.